# Municipio de Allen (Dakota del Norte)
El municipio de Allen (en inglés: Allen Township) es un municipio ubicado en el condado de Kidder en el estado estadounidense de Dakota del Norte. En el año 2010 tenía una población de 55 habitantes y una densidad poblacional de 0,6 personas por km².

## Geografía
El municipio de Allen se encuentra ubicado en las coordenadas 46°54′53″N 99°52′59″O / 46.91472, -99.88306. Según la Oficina del Censo de los Estados Unidos, el municipio tiene una superficie total de 91.39 km², de la cual 88,54 km² corresponden a tierra firme y (3,11 %) 2,85 km² es agua.

## Demografía
Según el censo de 2010, había 55 personas residiendo en el municipio de Allen. La densidad de población era de 0,6 hab./km². De los 55 habitantes, el municipio de Allen estaba compuesto por el 100 % blancos. Del total de la población el 0 % eran hispanos o latinos de cualquier raza.